# Félix Fourdrain
Félix Fourdrain (París, 3 de febrer de 1880 - 23 d'octubre de 1923) fou un organista i compositor francès.
Deixeble de Massenet en el Conservatori de París, va compondre i estrenà amb èxit les òperes:
- La légende du pont d'Argentan (òpera Còmica, París, 1907);
- La Glaneuse (Gran Teatre de Lió, 1909);
- Vercingétorix (Niça, 1912);
- Les contes de Perrault, conte líric (Teatre de la Gaîté Lyrique, París, 1913);
- Madame Roland (Rouen, 1913; París, 1914);
- Les maris de Ginette;
- La mare au Diable;
- La Griffe;
- Echo, les quatre últimes estrenades al Teatre Matkurins, París el 1906;

I les operetes:
- Dolly (París, 1922);
- Lamour en cage (París, Gaïté);
- Le million de Collette, i d'altres.